# Tuffi ai campionati mondiali di nuoto 2017 - Piattaforma 10 metri sincro maschile
La gara dei tuffi dalla piattaforma 10 metri sincro maschile dei campionati mondiali di nuoto 2017 è stata disputata il 17 luglio presso la Duna Aréna di Budapest. La gara, alla quale hanno preso parte 13 coppie di atleti provenienti da altrettante nazioni, si è svolta in due turni, in ognuno dei quali le coppie hanno eseguito una serie di sei tuffi.
La competizione è stata vinta dalla coppia cinese Chen Aisen e Yang Hao, mentre l'argento e il bronzo sono andati alla coppia russa Oleksandr Bondar e Viktor Minibaev e a quella tedesca Patrick Hausding e Sascha Klein.

## Programma
| Data           | Ora (UTC+2) | Turno       |
| -------------- | ----------- | ----------- |
| 17 luglio 2017 | 10:00       | Preliminari |
| 17 luglio 2017 | 18:30       | Finale      |

## Risultati

### Preliminari
| Pos. | Nazione        | Atleti                              | Tot.   | T1    | T2    | T3    | T4    | T5    | T6    | Ord. | Note |
| ---- | -------------- | ----------------------------------- | ------ | ----- | ----- | ----- | ----- | ----- | ----- | ---- | ---- |
| 1    | Cina           | Chen Aisen Yang Hao                 | 466,44 | 54,60 | 54,60 | 85,68 | 86,40 | 97,68 | 87,48 | 3    | Q    |
| 2    | Gran Bretagna  | Tom Daley Daniel Goodfellow         | 433,14 | 49,80 | 47,40 | 73,44 | 80,64 | 86,40 | 95,46 | 12   | Q    |
| 3    | Ucraina        | Maksym Dolhov Oleksandr Horškovozov | 419,01 | 47,40 | 47,40 | 74,88 | 80,64 | 87,69 | 81,00 | 9    | Q    |
| 4    | Russia         | Oleksandr Bondar Viktor Minibaev    | 415,02 | 51,60 | 49,20 | 72,42 | 85,32 | 75,48 | 81,00 | 10   | Q    |
| 5    | Germania       | Patrick Hausding Sascha Klein       | 412,92 | 45,60 | 48,00 | 76,80 | 81,00 | 81,60 | 79,92 | 7    | Q    |
| 6    | Messico        | José Balleza Isaias Kevin Berlin    | 411,72 | 49,80 | 49,80 | 74,88 | 77,76 | 79,56 | 79,92 | 2    | Q    |
| 7    | Corea del Nord | Hyon Il-myong Ri Hyon-ju            | 409,95 | 49,80 | 49,80 | 74,88 | 81,03 | 69,12 | 85,32 | 4    | Q    |
| 8    | Stati Uniti    | Steele Johnson Brandon Loschiavo    | 406,53 | 49,80 | 51,00 | 75,84 | 72,27 | 74,46 | 83,16 | 1    | Q    |
| 9    | Australia      | Domonic Bedggood Declan Stacey      | 388,20 | 51,60 | 44,40 | 71,04 | 70,08 | 75,48 | 75,60 | 13   | Q    |
| 10   | Corea del Sud  | Kim Yeong-nam Woo Ha-ram            | 378,36 | 47,40 | 48,00 | 67,32 | 76,68 | 66,60 | 72,36 | 6    | Q    |
| 11   | Armenia        | Vladimir Harutyunyan Lev Sargsyan   | 368,40 | 49,80 | 46,80 | 72,96 | 68,16 | 50,76 | 79,92 | 5    | Q    |
| 12   | Bielorussia    | Arcëm Baroŭski Vadzim Kaptur        | 361,83 | 49,80 | 43,80 | 70,08 | 66,60 | 64,35 | 67,20 | 8    | Q    |
| 13   | Colombia       | Kevin García Víctor Ortega          | 333,96 | 46,20 | 45,00 | 64,32 | 57,12 | 63,90 | 57,42 | 11   |      |

### Finale
| Pos. | Nazione        | Atleti                              | Tot.   | T1    | T2    | T3    | T4    | T5    | T6    | Ord. |
| ---- | -------------- | ----------------------------------- | ------ | ----- | ----- | ----- | ----- | ----- | ----- | ---- |
| 1    | Cina           | Chen Aisen Yang Hao                 | 498,48 | 55,20 | 57,60 | 96,90 | 93,96 | 95,46 | 99,36 | 12   |
| 2    | Russia         | Oleksandr Bondar Viktor Minibaev    | 458,85 | 54,60 | 52,80 | 88,74 | 82,08 | 89,91 | 90,72 | 9    |
| 3    | Germania       | Patrick Hausding Sascha Klein       | 440,82 | 51,00 | 51,00 | 82,56 | 84,24 | 86,70 | 85,32 | 8    |
| 4    | Gran Bretagna  | Tom Daley Daniel Goodfellow         | 418,02 | 49,80 | 49,80 | 84,66 | 76,80 | 63,72 | 93,24 | 11   |
| 5    | Ucraina        | Maksym Dolhov Oleksandr Horškovozov | 416,31 | 52,20 | 41,40 | 76,80 | 80,64 | 81,03 | 84,24 | 10   |
| 6    | Stati Uniti    | Steele Johnson Brandon Loschiavo    | 406,83 | 48,60 | 49,80 | 80,64 | 72,27 | 73,44 | 82,08 | 5    |
| 7    | Corea del Sud  | Kim Yeong-nam Woo Ha-ram            | 391,17 | 49,80 | 49,80 | 69,36 | 71,28 | 69,93 | 81,00 | 3    |
| 8    | Australia      | Domonic Bedggood Declan Stacey      | 387,30 | 49,80 | 48,60 | 71,04 | 72,96 | 70,38 | 74,52 | 4    |
| 9    | Armenia        | Vladimir Harutyunyan Lev Sargsyan   | 385,20 | 48,60 | 43,20 | 72,00 | 77,76 | 64,80 | 78,84 | 2    |
| 10   | Messico        | José Balleza Kevin Berlin           | 378,48 | 51,60 | 49,20 | 72,00 | 71,04 | 61,20 | 73,44 | 7    |
| 11   | Corea del Nord | Hyon Il-myong Ri Hyon-ju            | 372,24 | 53,40 | 48,60 | 66,24 | 75,48 | 54,00 | 74,52 | 6    |
| 12   | Bielorussia    | Arcëm Baroŭski Vadzim Kaptur        | 362,04 | 51,00 | 46,80 | 71,04 | 68,40 | 63,36 | 61,44 | 1    |